# جرج فورمن (بازیکن فوتبال)
جرج فورمن (انگلیسی: George Foreman; ۱ مارس ۱۹۱۴ – ۱۹ ژوئن ۱۹۶۹) بازیکن فوتبال اهل بریتانیا بود.
از باشگاه‌هایی که در آن بازی کرده‌است می‌توان به باشگاه فوتبال تاتنهام هاتسپر و باشگاه فوتبال وستهام یونایتد اشاره کرد.